# Teleiofilie
Teleiofilie (teleiophilia, z řeckého τέλειος, teleios = dospělý a φιλία, filia = láska, přátelství) je termín, který zavedl v roce 2000 americko-kanadský sexuolog Ray Blanchard pro erotické zaměření (sexuální orientaci) na dospělé. Někdy je autorství termínu přisuzováno, bez uvedení zdrojů, česko-kanadskému sexuologovi Kurtu Freundovi, jehož žákem v Torontu Blanchard byl. Občas se ve stejném nebo podobném významu objevuje v odborné i neodborné literatuře již nejméně od 90. let výraz adultofilie.
Termín byl zaveden zejména jako protiklad k termínu pedofilie. Teleiofilie patří mezi ty chronofilie, které obecně nejsou považovány za parafilní. Dvěma základními podobami teleiofilie jsou gynekofilie (náklonnost k ženám) a androfilie (náklonnost k mužům). Termín teleiofilie je v úzce odborné sexuologické literatuře kanadských sexuologů relativně ustálený, do obecnějšího povědomí ale nepronikl.
Ačkoliv termín teleiofilie označuje především normální, většinové erotické zaměření, někdy je tento výraz používán speciálně k označení erotického zaměření pubescentních osob na osoby ve zralém dospělém věku. Janssen použil v souvislosti s pubescentní láskou k dospělým termín peripubescentní teleiofilie.
Obecně pro „normální“ sexuální zaměření (sexualitu, která se v žádném kritériu nevymyká společenským, právním ani náboženským normám – tedy protiklad parafilie) zavedl John Money termín normofilie.

## Teorie teleiofilie
Darwinisticky zaměření autoři předpokládají, že převaha heterosexuální teleiofilie je výsledkem přirozeného výběru. Freudisticky zaměření psychologové vycházejí častěji z názoru, že normální sexuální zaměření se formuje v rámci psychosexuálního vývoje jednotlivců, kteří se rodí jako polymorfně perverzní.

## Blanchardova odborná reputace
Ray Blanchard, původce termínu teleiofilie, je klinickým psychologem, profesorem psychiatrie na univerzitě v Torontu, dlouhodobě působí v Centru pro závislosti a duševní zdraví v Torontu. Jako sexuolog byl žákem kanadského sexuologa českého původu Kurta Freunda, jemuž je také někdy autorství termínu teleiofilie přisuzováno.
Blanchard se podílel na činnosti pracovní skupiny pro nesoulad sexuální role (gender dysphoria) při přípravě 4. revize Diagnostického a statistického manuálu duševních poruch (DSM-IV). Americká psychiatrická asociace jej v roce 2008 jmenovala předsedou pracovní skupiny pro parafilie při přípravě páté revize DSM (DSM-V). Americká LGBT organizace National Gay and Lesbian Task Force a řada organizací zastupujících transsexuály protestovaly proti jmenování dvou torontských sexuologů, tedy Blancharda do čela pracovní skupiny (a především Kenneth Zuckera do funkce předsedy nadřazeného Výboru pro sexuální a genderové poruchy). Blanchardovi bylo vytýkáno, že vydal množství článků patologizujících běžné projevy sexuality. Oběma byl vyčítán přístup k transgenderové problematice, protože připouštěli, že některé transgenderové projevy mohou být klasifikovány jako parafilie, a připouštěli reparativní terapii transsexuálů..